# Biblioteca europea
La Biblioteca europea (in inglese: The European Library) è un servizio che offre l'accesso attraverso Internet alle risorse di 45 biblioteche nazionali europee.
Le risorse, sia digitali che tradizionali, includono libri, riviste, giornali e altro materiale. È possibile ricercare e scaricare materiali digitali: alcuni gratuiti, altri a pagamento. Nel contempo è un consorzio di quelle biblioteche nazionali che hanno sviluppato e mantengono questo servizio.
Il servizio venne creato in cooperazione da 9 biblioteche nazionali e dal CENL (Conference of European National Librarians) nell'ambito del progetto TEL (The European Library: Gateway to Europe's Knowledge). Il progetto è durato dal 2001 al 2004 e venne finanziato dal quinto programma quadro della Commissione europea. Le biblioteche nazionali coinvolte nel progetto furono quelle di Finlandia, Francia, Germania, Italia, Paesi Bassi, Portogallo, Slovenia, Svizzera e Regno Unito.
Il servizio TheEuropeanLibrary.org venne lanciato il 17 marzo 2005. Al momento sono ricercabili sul portale le collezioni di 19 biblioteche nazionali, con accesso alle collezioni di altre 21 biblioteche nazionali tramite collegamento ipertestuale. Le biblioteche nazionali di Austria, Croazia e Serbia si unirono al servizio nel 2005.
Nel corso del progetto TEL-ME-MOR (The European Library: Modular Extensions for Mediating Online Resources) attivo dal 2005 al 2007, le biblioteche nazionali di 10 nuovi membri dell'Unione europea si uniranno al servizio. Il 1º gennaio 2006 le biblioteche nazionali di Estonia e Lettonia, così come la Biblioteca reale danese, divennero a tutti gli effetti membri del consorzio. Il 1º luglio 2006 anche le biblioteche nazionali della Repubblica Ceca e dell'Ungheria si unirono alla Biblioteca europea.
In un comunicato stampa del 2 marzo 2006 la Commissione europea ha affermato che la Biblioteca europea fornirà l'infrastruttura per la Biblioteca digitale europea, un servizio comune per accedere alle collezioni di tutti i principali possessori di patrimoni digitali (biblioteche, archivi e musei) in Europa.
Il servizio è curato dall'ufficio della Biblioteca europea (The European Library Office) che ha sede presso la Biblioteca reale dell'Aia ed è diretto da Jill Cousins.

## Collezioni accessibili
| Paese              | Catalogo                                                                           |
| ------------------ | ---------------------------------------------------------------------------------- |
| Città del Vaticano | Biblioteca apostolica vaticana                                                     |
| Croazia            | Croatian National Bibliography of Books: 1990-2003                                 |
| Danimarca          | Le Collezioni nazionali danesi                                                     |
| Estonia            | Catalogo online della Biblioteca nazionale di Estonia (ESTER)                      |
| Finlandia          | HELKA - Catalogo Unificato di tutte le biblioteche universitarie di Helsinki       |
| Francia            | BN-OPALE PLUS, il catalogo della Biblioteca nazionale di Francia                   |
| Germania           | Catalogo online della Biblioteca nazionale tedesca                                 |
| Italia             | SBN OPAC - Servizio bibliotecario nazionale                                        |
| Lettonia           | Catalogo della Biblioteca nazionale della Lettonia                                 |
| Paesi Bassi        | Catalogo generale Koninklijke Bibliotheek                                          |
| Portogallo         | Collezioni dalla Biblioteca nazionale del Portogallo                               |
| Regno Unito        | Catalogo integrato della British Library                                           |
| Rep. Ceca          | Biblioteca nazionale della Repubblica Ceca                                         |
| Serbia             | Biblioteca nazionale serba                                                         |
| Slovacchia         | Biblioteca nazionale slovacca - Cataloghi e collezioni delle biblioteche slovacche |
| Slovenia           | KatNUK: il catalogo della Biblioteca nazionale e universitaria della Slovenia      |
| Svizzera           | HELVETICAT: il catalogo della Biblioteca nazionale svizzera                        |
| Ungheria           | Amicus - Il database della Biblioteca nazionale Széchényi                          |